# UMC-10

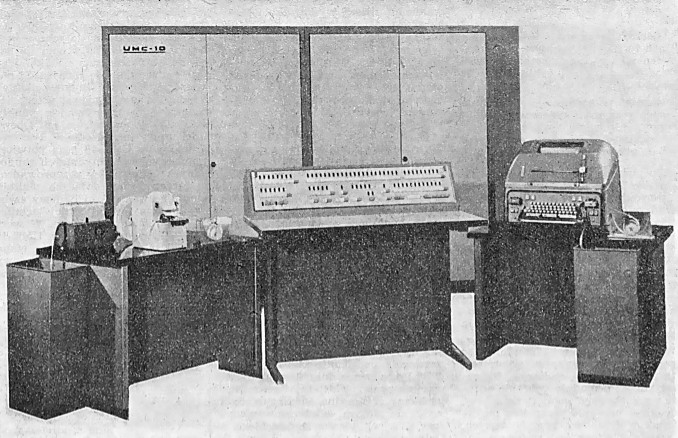
UMC-10

UMC-10 (пол. Uniwersalna Maszyna Cyfrowa-10, Универсальная цифровая машина-10) – польский транзисторный компьютер II поколения, производившийся заводом «Elwro». Первый экземпляр произведён в 1965 году, всего выпущено три экземпляра, которые использовались в Варшавской политехнике. UMC-10 является дальнейшим развитием лампового компьютера UMC-1. Программы, использовавшиеся на компьютере, написаны на языках программирования W-18 и W-20. В UMC-10 также использовался компилятор языка АЛГОЛ-60 под названием «UMC-ALGOL», находившийся на кафедре проектирования математических машин Варшавской политехники.

## Технические характеристики
- Семейство: UMC
- Тип: микропрограммируемый последовательный компьютер II поколения, созданный на сплав-плоскостных германиевых транзисторах
- Система исчисления: двоичное исчисление, нега-позиционная система с основанием -2.
- Машинное слово: длина слова — 36 бит; длина команды — 34 бита, из которых 22 бита — операционная часть, 12 бит — адрес
- Программы, использующие числа с плавающей точкой, работают через библиотеку (нет команд, реализуемых аппаратно)
- Тактовая частота: 200 кГц
- Внутренняя память: на магнитных сердечниках, цикл 10 мкс, объём — 4096 36-битных слов
- Внешняя память: на магнитных сердечниках, объём — 16 384 36-битных слова
- Устройства ввода-вывода:
  - Телетайп
  - Пятиканальное устройство чтения с перфоленты, скорость — 1000 символов/с
  - Пятиканальное устройство записи на перфоленту, скорость — 150 символов/с